# Dódžó kun
Dódžó kun (道場訓) je označení pro morální pravidla, která jsou součástí mnoha japonských bojových umění. Dódžó kun bychom doslovně přeložili jako pravidla dódžó (tělocvičny), avšak tato pravidla nemají platit pouze při lekcích bojových umění. Adept by měl uchovávat tato pravidla stále ve své mysli a dodržovat je v běžném životě.
Dódžó kun je často vyvěšen na viditelném místě v tělocvičně a na začátku nebo na konci každé lekce si jej adepti společně s mistrem připomínají.

## Šótókankarate(松濤館空手)
Jedná se pravděpodobně o nejznámější ukázku dódžó kun, která se příliš ve svém smyslu neliší od jiných bojových umění. Autorství se přisuzuje Gičinu Funakošimu, zakladateli tradičního karate, avšak některé zdroje preferují jméno Kanga Sakukawa. Je jisté, že mistr Funakoši neučil pouze bojové techniky, ale také vychovával své žáky a vštěpoval jim určité morální zásady, proto je pravděpodobné, že alespoň základy, ze kterých vzniklo dódžó kun pro tradiční karate pocházejí od Gičina Funakošiho.
V hodinách tradičního karate je zvykem recitovat dojo kun při nástupu cvičenců na začátku, nebo na konci lekce.
Zde je plné znění dódžó kun tradičního karate šótókan s českým překladem:
一、人格完成に努むること
hitocu, džinkaku kansei ni cutomuru koto
zaprvé, usiluj o zdokonalení charakteru
一、誠の道を守ること
hitocu, makoto no miči 'o mamoru koto
zaprvé, buď věrný a braň cestu pravdy
一、努力の精神を養うこと
hitocu, dóryoku no seidžin 'o jašinau koto
zaprvé, rozvíjej ducha úsilí
一、礼儀を重んずること
hitocu, reigi 'o omonzuru koto
zaprvé, respektuj ostatní a projevuj laskavost
一、血気の勇を戒むること
hitocu, kekki no jú 'o imašimuru koto
zaprvé, vyvaruj se násilného chování
Na začátku každého pravidla si čtenář všimne slova zaprvé (hitocu). Toto slovo zvýrazňuje rovnost a nejvyšší důležitost všech pravidel v dódžó kun. Všechna tato pravidla mají stejnou váhu a cvičenec by je měl všechna stejně respektovat a dodržovat. Na konci každé japonské věty je také slovo koto. Toto slovo nemá pro nás žádného významu. V překladu znamená něco jako věc a v textu slouží pouze jako spojka mezi dvěma pravidly.